# Radoszkowicze
Radoszkowicze (biał. Радашковічы, ros. Радошковичи) – osiedle typu miejskiego w rejonie mołodeckim obwodu mińskiego Białorusi; 5,5 tys. mieszkańców (2010).
Siedziba prawosławnego dekanatu radoszkowickiego i wchodzącej w jego skład parafii pw. św. Proroka Eliasza, a także parafii rzymskokatolickiej pw. Świętej Trójcy.

## Historia
Do 1793 w granicach I Rzeczypospolitej. Miasto królewskie położone było w końcu XVIII wieku w starostwie niegrodowym radoszkowickim w powiecie mińskim województwa mińskiego.
Istniało tu starostwo niegrodowe płacące 3200 zł kwarty i 1382 zł hiberny.
W czasie wojny litewsko-rosyjskiej 1558–1570 Zygmunt II August postanowił latem 1567 przeprowadzić demonstrację zbrojną, licząc na wywołanie w Rosji powstania kniaziów i bojarów, niezadowolonych z rządów opryczniny. Pod Radoszkowiczami zebrało się na popis 47 000 żołnierzy – z tego 30 000 pospolitego ruszenia oraz 2 400 posiłkowych żołnierzy z Korony i ok. 100 dział. Z powodu zarazy zebrał się tu w grudniu 1625 roku sejmik wileński. W czasie III wojny północnej Karol XII stacjonował tu prawie 3 miesiące w 1708, przed wyprawą na Ukrainę. Prawa miejskie nadał Stanisław August Poniatowski w 1792 roku na mocy przywileju z 1569 roku.

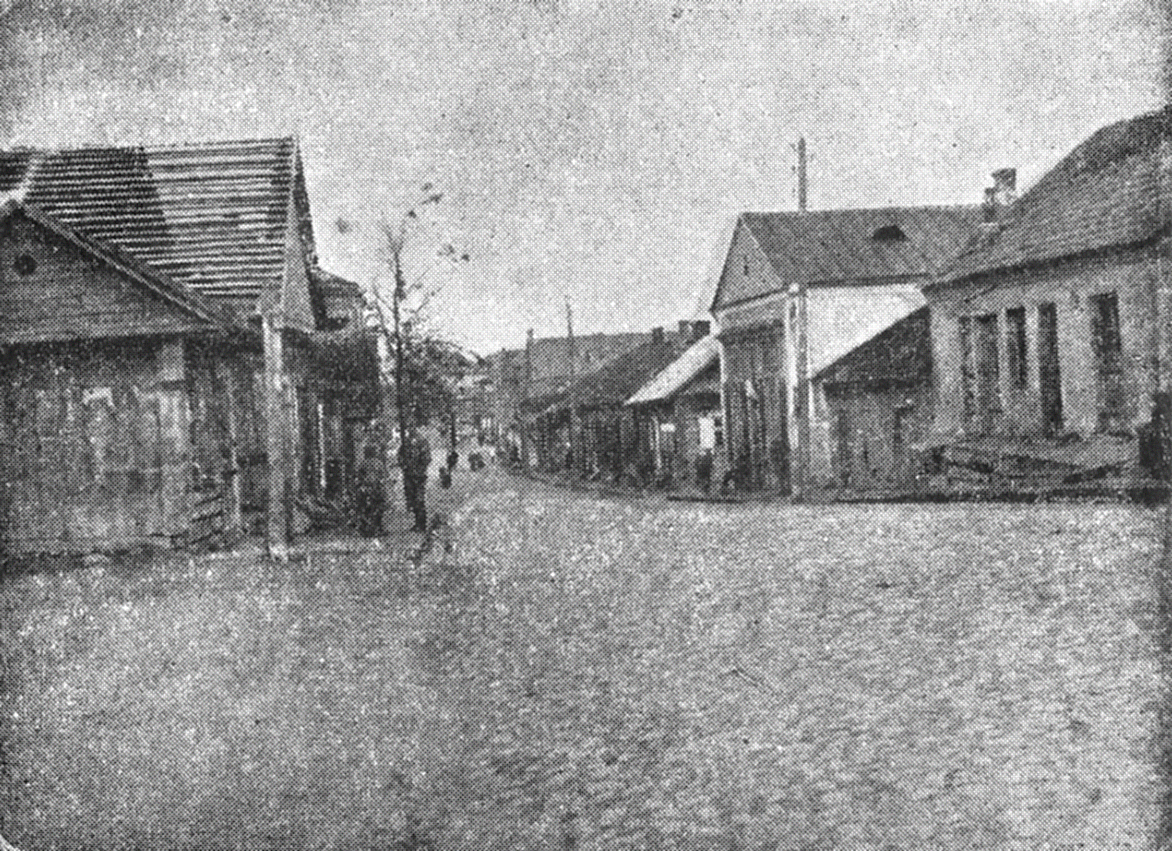
Radoszkowicze w czasach II RP

Na mocy umowy o preliminaryjnym pokoju i rozejmie między Rzecząpospolitą Polską a Rosją i Ukrainą, podpisanej w Rydze 12 października 1920 i ratyfikowanej 22 października 1920 tereny wokół Radoszkowicz nie zostały przyznane Polsce. Jednak na mocy postanowień traktatu ryskiego z 18 marca 1921 dokonano korekty i pas terytorium wokół Radoszkowicz przypadł Polsce. W II RP siedziba wiejskiej gminy Radoszkowic. Gmina weszła w skład utworzonego 19 lutego 1921 woj. nowogródzkiego.
W dwudziestoleciu międzywojennym mieściło się w Radoszkowiczach gimnazjum białoruskie, w którym nauczał m.in. Makar Kraucou. Ulokowana była tu też strażnica KOP.
Podczas okupacji hitlerowskiej, w marcu 1942 roku Niemcy utworzyli getto dla żydowskich mieszkańców. Przebywało w nim około 400 osób. 7 marca 1943 roku Niemcy zlikwidowali getto, a Żydów zamordowali. 
Po drugiej wojnie światowej w składzie Białoruskiej SRR, od 1991 roku – niepodległej Białorusi.

## Zabytki i pomniki
- Kościół św. Trójcy

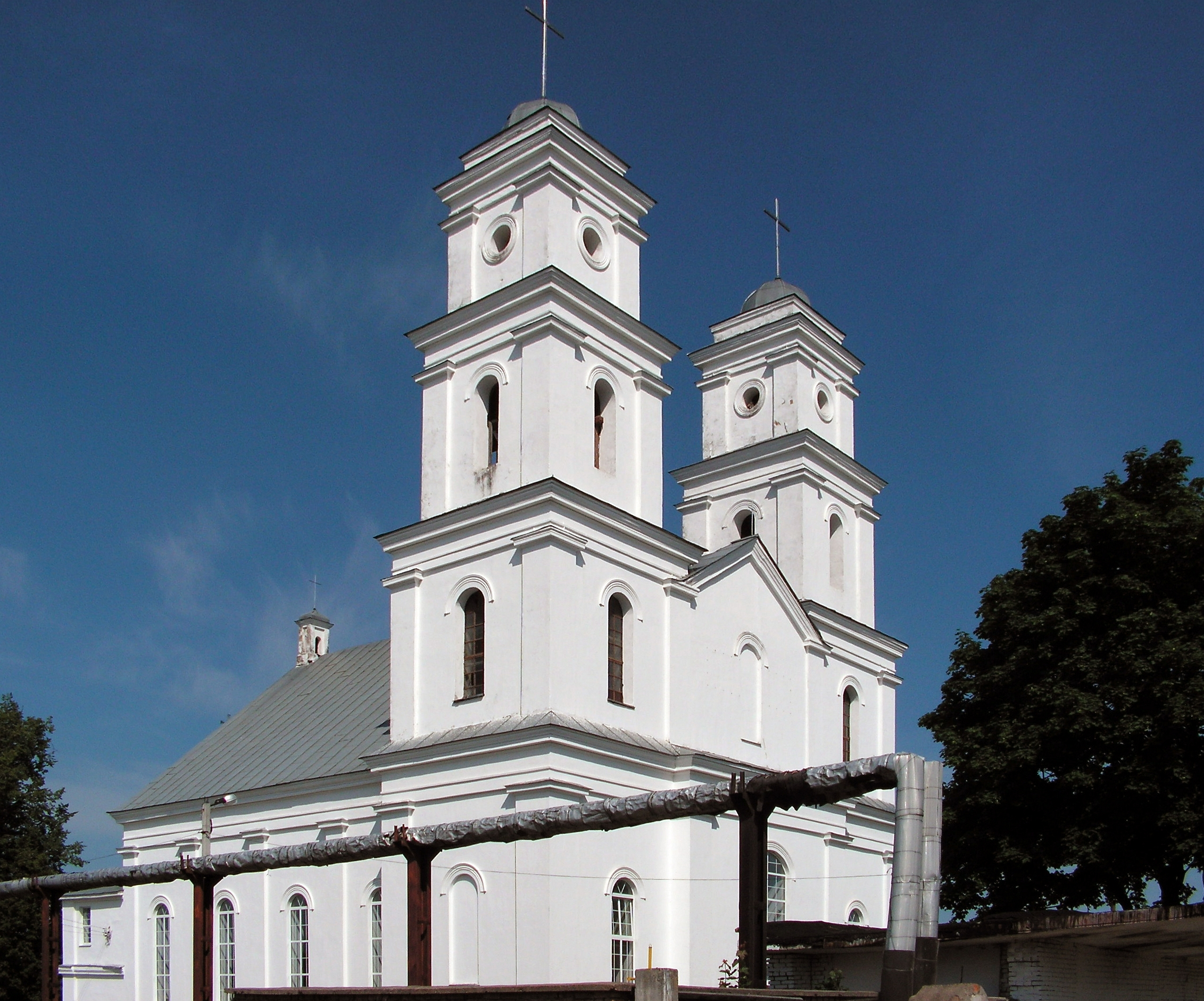
Kościół św. Trójcy

- Tablica pamiątkowa poświęcona Bronisławowi Taraszkiewiczowi – znajduje się na budynku dawnego szpitala, w którym Taraszkiewicz mieszkał w latach 1923–1931, a następnie jego rodzina. Umieszczona została w 1972 roku zgodnie z decyzją mołodeczańskiej administracji rejonowej. Znajduje się na niej napis w języku białoruskim: Tut u 1923–1931 hadach żyu i pracawau akademik AN BSSR Taraszkiewicz Branisłau Adamawicz (pol. Tu w latach 1923–1931 mieszkał i pracował akademik AN BSSR Taraszkiewicz Bronisław Adamowicz[14].

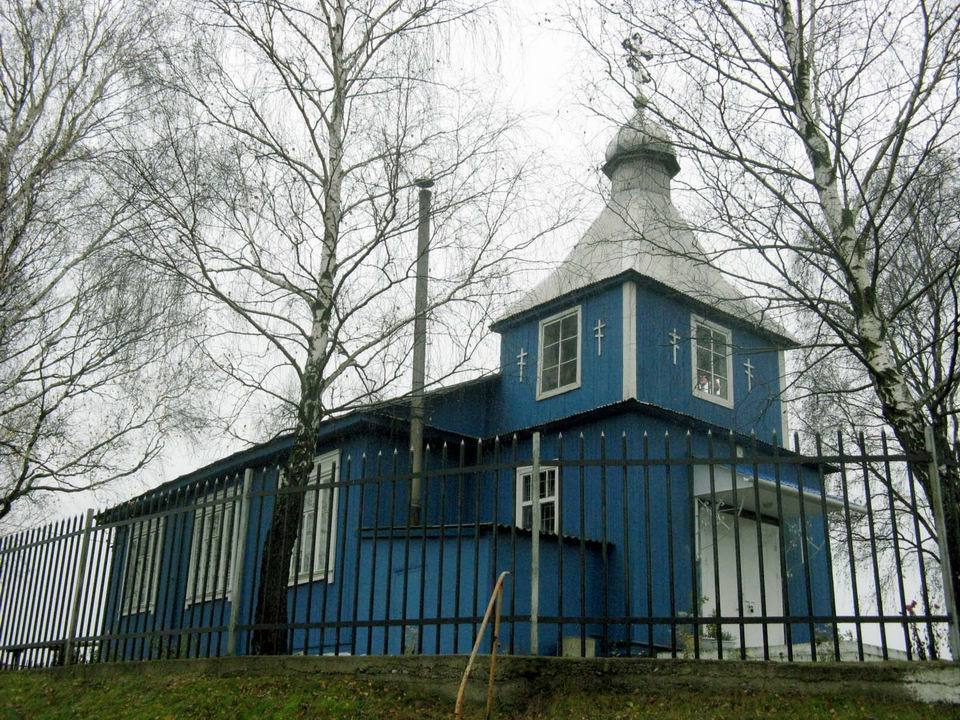
Cerkiew św. Proroka Eliasza

## Inne obiekty
- Cerkiew prawosławna pw. św. Proroka Eliasza, parafialna[2]
- W pobliżu miasta jest stacja kolejowa Radoszkowice.

## Znane postaci związane z miastem
- Anton Lawicki − białoruski pisarz,
- Julian Horain – polski publicysta, korespondent m.in. „Tygodnika Ilustrowanego”,
- Włodzimierz Rudź – polski archiwista, historyk-regionalista, sekretarz i skarbnik Koła PTH w Tomaszowie Mazowieckim, założyciel Archiwum Państwowego w Tomaszowie Mazowieckim.